# Mishima: A Life in Four Chapters
Mishima: A Life in Four Chapters je americký životopisný film z roku 1985, který natočil režisér Paul Schrader podle scénáře, na kterém spolupracoval se svým bratrem Leonardem Schraderem. Pojednává o životě a díle japonského spisovatele Jukia Mišimy. Střídají se v něm události z jeho života s dramatizací jeho knih. Hlavní roli ve filmu ztvárnil Ken Ogata, v dalších se představili například Hiroši Mikami, Gó Ridžú a Jasuaki Kurata. Originální hudbu k filmu složil Philip Glass. Jeho vedoucími producenty byli režiséři Francis Ford Coppola a George Lucas.